# André Lévy (sinologue)
Pour les articles homonymes, voir André Lévy et Lévy.
André Lévy (雷威安) est un sinologue français, né le 24 novembre 1925 à Tianjin (Chine) et mort le 3 octobre 2017 à Villenave-d'Ornon,. Professeur aux universités de Bordeaux et de Paris VII, membre du CNRS, il fut un grand chercheur et traducteur. On lui doit plusieurs études sur la littérature chinoise, ainsi que plusieurs traduction d'œuvres littéraires, en particulier des deux dernières dynasties chinoises (Ming et Qing), en particulier La pérégrination vers l’Ouest (« Xiyou ji) », voyage romancé du pèlerin bouddhiste chinois Xuanzang vers l’Inde à la recherche des textes sacrés du bouddhisme, ainsi que le Jin Ping Mei (« Fleur en fiole d’or »), tous deux publiés dans la collection Bibliothèque de la Pléiade chez Gallimard.

## Biographie

### Jeunesse et formation

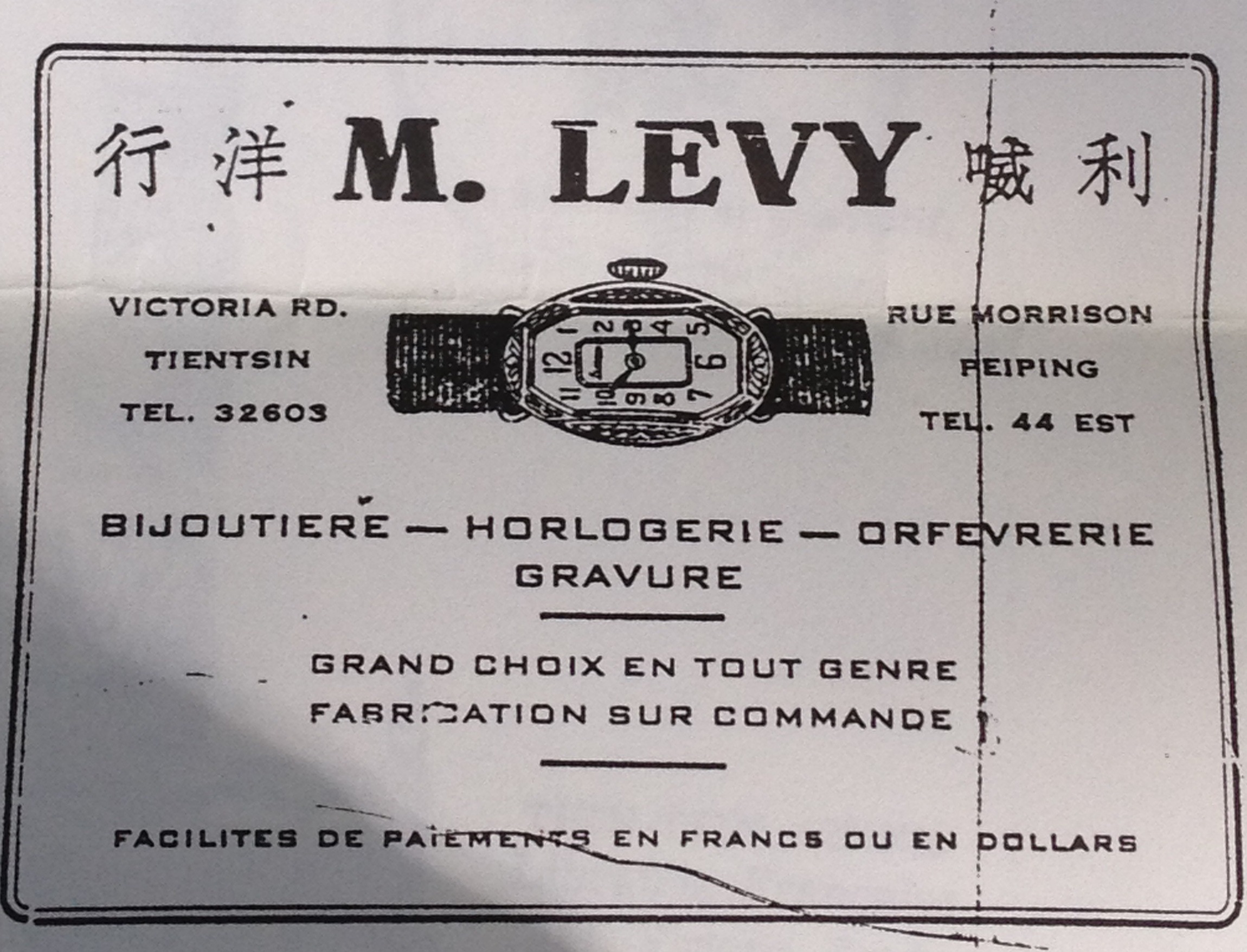
Publicité dans un journal chinois pour le commerce du père de A. Lévy.

André Lévy a été baigné de culture chinoise durant son enfance. En effet, c'est dans la concession française de Tientsin (aujourd'hui Tianjin, à 140 km au sud-ouest de Pékin) qu'il naît en 1925. Son père, Marx Lévy, y tient une bijouterie-joaillerie sur Victoria Road (ainsi qu'une autre enseigne à Pékin). Et c'est dans cette ville qu'il passe son enfance, vivant entre les cultures française (avec l'école) et chinoise, en particulier mandchoue. Mais en 1937, la famille doit quitter le pays, qui est pris dans la seconde guerre sino-japonaise. André Lévy gardera une nostalgie durable de cette enfance chinoise. Toutefois, sa nourrice d'origine mandchoue le suit en France, si bien qu'il continuera ainsi à pratiquer le chinois oral; c'est auprès d'elle que A. Lévy gagnera son goût pour la nouvelle classique et les contes populaires en langue parlée.
Au lendemain de la Deuxième guerre mondiale, après les années d’Occupation et à la suite de son engagement dans les maquis d’Auvergne, il s’inscrit à l'École des langues orientales, où il obtient les diplômes de chinois et de hindi, tout en suivant des études de sanskrit à la Sorbonne, où il obtient une licence de lettres.

### Carrière
Il épouse une étudiante norvégienne du nom d'Anne-Marie qu'il a connue à l'INALCO — sanskritiste, elle enseignera à l'université de Bordeaux 3 et écrira plusieurs romans et essais liés à l'Asie. Le couple séjourne à plusieurs reprises en Inde et à Ceylan sur une période de deux ans dans le cadre des activités de A. Lévy au sein du CNRS. En 1958, il a la charge d'assurer l'intérim de la direction de l'EFEO à Hanoi quelque temps avant sa fermeture dans le contexte de la Guerre froide et des agitations au Vietnam. C'est au cours de ce séjour qu'il découvre la littérature chinoise en langue vulgaire dans les librairies de Hanoi. Il en fera plus tard le sujet de sa thèse.
A. Lévy s'établit ensuite à Kyôto en 1959, dont l'université est réputé pour les études de littérature chinoise et qui dispose d’une bibliothèque particulièrement prestigieuse au Japon, la Jimbun Kagaku Kenkyûsho. En 1966, il quitte Kyôto pour Hong Kong, toujours en qualité de chercheur auprès de l'EFEO. En 1969, il dirige les études chinoises à l'université de Bordeaux, avec une interruption entre 1981 et 1984, lorsqu'il assume la direction de l'unité de l'Asie Orientale à l'université de Paris VII.
La documentation qu'il a progressivement acquise lui permet de réaliser une œuvre importante qui devient sa thèse de doctorat d'État, soutenue en 1974, intitulée Le conte en langue vulgaire du XVIIe siècle. Vogue et déclin d’un genre narratif de la littérature chinoise; ce travail sera couronné du Prix Giles 1976. On peut dire que d'une manière générale, ses travaux et publications se rapportent à la littérature chinoise dite prémoderne ou classique.
En 1995, il est professeur émérite de l'université Bordeaux III.

### Mort
André Lévy meurt le 3 octobre 2017. Le sinologue Vincent Durand-Dastès écrit à cette occasion: 

« Guixi le 歸西了 ! Une nouvelle fois, le fils de l’horloger de Tianjin est « retourné à l’Ouest ». Ce n’est plus le dangereux retour du jeune homme juif dans la France bientôt occupée par les nazis, ni la patiente quête du traducteur sur la trace du bonze pèlerin recherchant le paradis d’Amitabha, mais, simplement, tristement, l’expression courante en chinois pour indiquer la direction que prennent les morts…  Rêvons tout de même que ce chemin puisse mener André Lévy vers des grottes paradisiaques, et qu’il soit en route escorté de vaillants compagnons pour l’aider à déjouer les pièges de l’au-delà. Mais nous autres, bien plus modestes traducteurs de chinois qui demeurons ici-bas, nous nous sentons certainement tous un peu aujourd’hui comme les petits singes restés dans la tanière à regretter leur roi. »

Son épouse meurt le 6 novembre 2022 à l'âge de 93 ans.
Les enfants ont fait don de la bibliothèque personnelle de leur père au fonds chinois de la Bibliothèque municipale de Lyon en 2023.

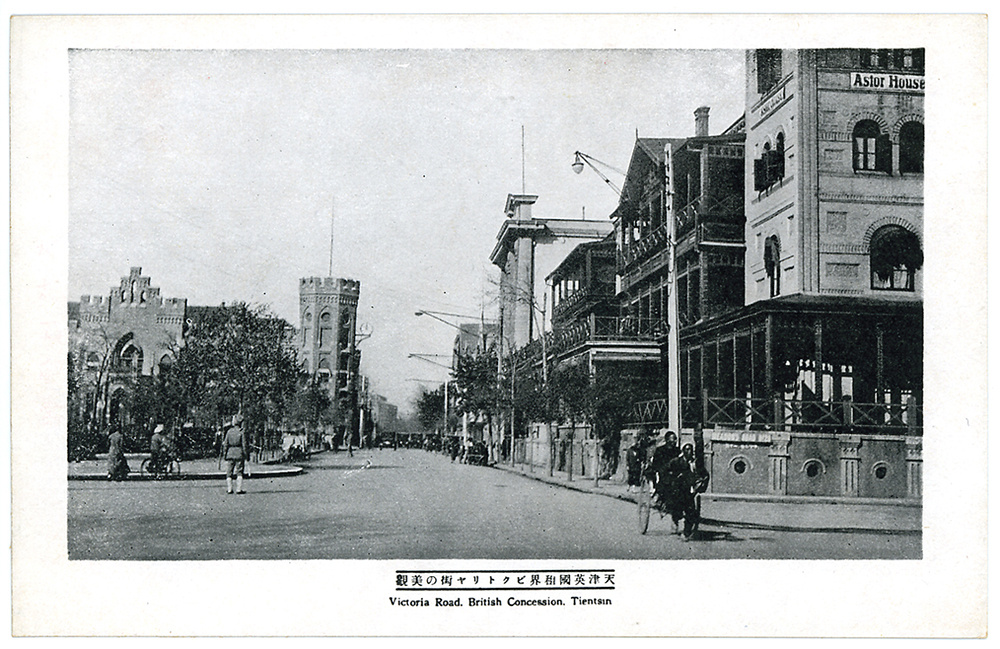
L'hôtel Astor House et Victoria Road. Concession britannique de Tientsin vers 1930.

## Hommages et distinctions
- Médaille de bronze du CNRS
- 1992 :  Commandeur de l'ordre des Arts et des Lettres
- 1998 :  Commandeur de l'ordre des Palmes académiques

## Liste d'œuvres et de traductions
Ci-après, une sélection de travaux d'A. Lévy. 

### Auteur
- « Compte-rendu de Fleur sur l'océan des péchés », Études chinoises, no 1, 1982, p. 75-80 [lire en ligne (page consultée le 29 septembre 2024)]
- « La passion de traduire » (Archive) dans Vivianne Alleton et Michael Lackner (Dir.), De l'un au multiple: traductions du chinois vers les langues européennes Translations from Chinese into European Languages, Paris, Éditions de la maison des sciences de l'homme, 1999, (ISBN 978-2-735-10768-1) p. 161-172. [lire en ligne (page consultée le 29 septembre 2024)]
- 1971, Études sur le conte et le roman chinois, Paris, EFEO (PEFEO, 82).
- 1978, Inventaire analytique et critique du conte chinois en langue vulgaire, Paris, Collège de France/IHEC (Mémoire de l'Institut des hautes études chinoise, 8-1).
- 1981, Le conte en langue vulgaire du XVIIe siècle. Vogue et déclin d'un genre narratif de la littérature chinoise, Paris, Institut des hautes études chinoises, [Prix Giles 1976].
- 1991, La Littérature chinoise ancienne et classique, Presses universitaires de France, coll. « Que sais-je ? ».

### Traducteur
- 1972 : L'Antre aux fantômes des collines de l'Ouest, sept contes chinois anciens, XIIe – XIVe siècles, trad., introd., notes et commentaires, Paris, Gallimard (« Connaissance de l'Orient », 38).
- 1981 : Sept victimes pour un oiseau, précédé d'une introduction sur le conte policier ou judiciaire chinois, neuf pièces traduites, annotées et commentées, Paris, Flammarion.
- 1983 : Bai Xianyong, Garçon de cristal
- 1985 : Jin Ping Mei, Fleur en Fiole d'Or, introd., trad. et notes, préf. d'Étiemble, Paris, Gallimard (« La Pléiade »).
- 1986 : Nouvelles lettres édifiantes et curieuses d'Extrême-Occident par des voyageurs lettrés chinois, Paris, Seghers.
- 1991 : La pérégrination vers l'ouest, trad. annotée & critique du Xiyou Ji, Paris, Gallimard (« La Pléiade »).
- 1995: Les pèlerins bouddhistes de la Chine aux Indes  (Présenté par André Lévy [p. 17-81]), Paris, JC Lattès, 1995, 247 p.
- 1996 : Pu Songling, Chroniques de l'étrange, Arles, Philippe Picquier.

### Filmographie
- Jean-François Sabouret et Momoko Seto, Paroles d’Asie et du Pacifique. André Lévy. Entretien avec Jean-François Sabouret, Réseau Asie – Imasie, 2010, film de 52 min. [Voir en ligne un montage d'extraits d'un quart d'heure (disponible aussi sur Impressions d'Extrême-Orient, n° 14, 2022 (page consultée le 30 septembre 2024)]